# Кнез (Тимиш)
Кнез (рум. Satchinez) је село и седиште истоимене општине, која припада округу Тимиш у Републици Румунији. Насеље је значајно по присутној српској националној мањини у Румунији.

## Положај насеља
Село Кнез (по народу Кенез) се налази у источном, румунском Банату, на 25 km северозападно од Темишвара. Сеоски атар је равничарског карактера, положен у Винганској равници.

## Историја Срба у месту
Према "Румунској енциклопедији", насеље је први пут поменуто 1230. године. У вези са папским давањима забележен је 1332-1337. године, када је ту била католичка парохија. Од 1520. године срећу се поседници Калоча Бенедек, па Ваш Ђерђ који је био скоро "кнез" близу краља, и други. По српском предању, у месту је као свом поседу имао дворац темишварски кнез Павле (Бранковић), тамишки жупан у 15. веку. Он је на једном оближњем брежуљку (код тог села) имао и свој летњи двор, грађен од цигле, окружен мочваром. Ту где је отприлике био двор 1845. године су засађени "Кнежеви виногради". Угарски краљ Матија му је поверио управу над Банатом, и дао наслов жупана тамишког. Павле је водио много пута борбе са Турцима, и једном приликом је доспео до Крушевца. Тада је позвао тамошње Србе да пређу у Банат. Хроника каже да је 50.000 Срба заиста прешло из Србије, и населило се између Вршца, Темишвара и Липова. По другом српском извору место је насељено 1488. године под кнезом Павлом Бранковићем, губернатором темишварским. То су заиста могли бити и први Срби овдашњи, староседеоци. По њему - "кнезу" великом ратнику, чија је једна од "кнежина" било то село, је наводно место и добило име. У оближњем Чакову је заиста била његова "столица".
Подаци о српском православном становништву су из Катастига манастира Пећка патријаршија из 1666. године. Монаси су забележили у месту "Кенез" доста приложника (тридесет имена!), поменућемо само неке: домаћин Милета, Ловрен, поп Јован, кнез Мрћен, Вуковој Лужчанин, Познен, ковач Ећим и други. По народном предању Срби који су се ту населили дошли су из Црне Горе и Херцеговине. Царски ревизор Ерлер 1774. констатује да је коморско место Knees у Сентандрашком округу, мешаног српско-румунског становништва. Када је 1797. године пописан православни клир у "Кенезу" су била четири свештеника. Три пароха и ђакон служили су са оба језика, српским и румунским. Били су то три Поповића: поп Јован (рукоп. 1780), поп Јосиф (1796) и ђакон Јован (млађи; 1796) и поп Димитрије Јовановић (1786).
Немци су колонизовани у место 1786. године. Римокатоличку цркву су саградили 1823. године.
По државном попису православног клира у Кнезу је 1846. године било 2413 становника. Црквена матичне књиге рођених су почеле да се воде 1768 године, а венчаних и умрлих 1779. године. Месни свештеници су тада били: Георгије Поповић, Димитрије Николић и Андреја Петровић, капелан Јозеф Крачунеску (Румун). Парохијска филијала село Билет је овде такође припадала.
Други податак односи се на званични митрополијски извештај из 1865. године. По њему у Кнезу има 2482 становника и то само Срба, што би значило без Румуна. Између два пописа 1847. и 1867. године број православаца у месту благо расте: са 2413 попео се на 2485 житеља. Постојале су ту две православне парохије, друге и четврте класе. Међутим, позни податак са краја 1891. године је поражавајући, јер тада у месту живи само 183 српске душе у 37 домова. Срби су одједном не зна се зашто, постала мањина и од тада српска заједница замире. Жалили су се Срби у Кнезу да влада веома узнемирујућа атмосфера, у којој масовно дотадашњи "Срби" мењају - губе национални идентитет, под притиском Румуна који су се нашли у националној "еуфорији". Тридесет три потписана Србина из Кнеза, послала је српском листу у Нови Сад, свој јавни протест, огорчени због вандалског понашања Румуна. Иако је био договор од 1872. године, да се до коначне поделе не квари утврђени ред у цркви и школи, дошло је до неспоразума. На велики српски празник Св. Саву ујутро, остала је црква закључана јер румунски капелан и црквењак нису хтели доћи, а искупљени Срби верници су дуго тужни стојали на киши и зими. Био је то један у низу ексцеса који ће се понављати и када подела цркве дође на дневни ред.
Године 1905. Кнез је велика општина у Винганском срезу. Тада у месту има 3310 становника у 647 домова. Од тога су Срби у огромној мањини, има 189 православних душа (или 6,5%) са 42 куће. Од српских јавних здања ту су православна црква и народна школа. Насеље је повезано са светом преко ПТТ комуникација.

## Црква
Црква посвећена празнику Св. великомученика Димитрија, је помно описана 1759. године. Нова, данашња румунска црква је подигнута 1804. године, као висока импозантна грађевина. Та црква је у време канонске поделе са Румунима, припала њима. Године 1877. још су Срби и Румуни користили заједно исту цркву, по утврђеном редоследу. На празник Св. Саву, после литургије Срби су предвођени парохом поп Николом Николићем прешли у зграду "училишта" (школе), где је изведен свечани школски програм прославе. Проблеми ће тек уследити, и то мешањем са стране. Из писма - апела за помоћ српске Црквене општине у Кнезу, може се сагледати ситуација. Некад су у месту само Срби живели, а дочекали су да постану мањина. Услед бројчане доминације Румуна, месни Срби су били буквално истиснути из цркве и школе. Румуни су демонстративно побацали у блато испред храма славено-србске књиге. Суд је на крају покренуте имовинске парнице, донео лошу по Србе пресуду: уместо цркве са свим утварима и школе, добили су само новчану надокнаду од 7932 ф. Признати су им још једна парохијска сесија и 1/3 припадајуће учитељске земље, и враћене све оне књиге. Свештеник Никола Николић је као председник Црквене општине у Кнезу, направио план градње црквице и школе. Мештани њих 150 душа, који имају 23 сесије земље требало је да дају 2300 ф. а остатак од 12.000 ф. тражен је преко новина од Српства. Само за плац у центру села где ће нићи српска црква, платили су одмах 1200 ф. Срби су организовали своју нову црквену општину и изградили нову цркву 1888-1889. године. Градио ју је грађевински предузимач Шваба, Јохан Бон из Темишвара. Иконостас је резао билдхауер Лазар Јанић 1889. године, а осликао иконописац Душан Алексић 1889-1890. године. Комплет од 15 целивајућих икона на лиму, обострано је намоловао сликар и златар Франц Климо из Великог Семиклуша 1889. године. Пред улазом у порту налази се мермерни спомен-крст који је поставио мештанин Жива Дуцин. Године 1905. у Кнезу је српска православна црквена општина, скупштина је редовна, под председништвом Васе Николића. Парохија је најниже шесте класе, нема парохијски дом, а ни сесије попине. Српско парохијско звање је основано 1889. године, од кад се воде и матичне књиге.
Купац једне српске књиге био је 1844. године парох кнешки Андреј Петровић. Место је наведено у списку претплатника као народна варијанта "Кинез". Купци једне књиге били си су 1859. године у Кнезу: два администратора парохије Никола Николић и Јован Петровић, те купец месни Ђорђе Илић.
Најзнаменитији свештеник у Кнезу био је мештанин Никола Николић. Био је у селу црквени председник, а такође 1874-1888. године и посланик на српском црквено-народном сабору у Карловцима. Пренумерант српске књиге 1857. године је парох Николић, а друге, 1867. године Ђорђе Николић економ. Био је 1874. године претплатник листа "Српски народ" из Новог Сада. За његове заслуге Патријарх Герман му је 1891. године дао благослов да надбедреник може носити. Његова два сина су похађала Задарску богословију, спремајући се да буду свештеници. Душан је умро 1888. године као слушатељ богословије у Задру, а Милош је завршио исту богословију и умро 1905. године, радећи од 1900. године као капелан и учитељ у исто време. Милоша је на месту капелана заменио као администратор 1907. године јереј Ненад Барачки. Кратко је администрирао 1905. године Хаџи Арсеније Јеремић. Администратор поп Слободан Костић родом из Бачфелдварца, тек је рукоположен 1907. године. Кнежанин Милан Николић (1888-1969) син Владимиров, је завршио препарандију у Сомбору, и после био свештеник у родном Кнезу (1914-1921) и затим дуго у суседном месту Кетфељу. Био је под великим утицајем Милоша Николића, и тамо је покренуо властиту приватну гимназију, у којој су се годинама спремали бројни млади Срби за студије. Аутор је првог румунско-српског речника.

## Школа
Први званичан податак о српско-румунској народној школи је из 1846. године. Школу је тада похађало 70 ученика, којима је предавао учитељ Никола Вујић. Још 1869. године Срби у Кнезу су намеравали да изграде своју школу, тежећи да спрече порумуњење своје деце. Али то ће бити остварено око три деценије касније. Невоља их је потерала, јер су прво Румуни пре 1875. године преотели стару српску школу и мешовиту школску земљу и башту. То ће им тек касније суд одузети и правично поделити. Школска зграда је саграђена великим пожртвовањем породице Николић, оца Николе пароха и сина Милоша капелана и учитеља, као и мештана. Милош Николић је прихватио да бесплатно учи децу, а да сва "берива" која му припадају, иду у посебан фонд за градњу школе. Како није било довољно времена, учињен је велики додатни напор свих заинтересованих и никла је школска зграда. Учитељ и капелан Милош је умро након тога, исцрпљен бригама и болешћу у Кнезу 1906. година са 34 лета живота.
Године 1859. у Кнезу је учитељ био један племић, Светозар племенити Мацика, родом из Српског Семартона. Он је дао 3 ф. прилога за фонд Школског листа. До 1880. године учитељ је био Тимотије Добрин, који је добио стално место у Босанском Броду. Добрин се показао добро због успешне организације прославе Св. Саве у школи, због чега је био и писмено похваљен у јавности. Године 1877. још су Срби и Румуни користили заједно исту цркву, а школе су биле одељене. На празник Св. Саву после литургије Срби су предвођени парохом поп Николом Николићем прешли у зграду "училишта" (школе) где је изведен школски програм прославе. Говор је одржао нови месни српски учитељ Тимотије Добрин родом из Старог Футога. Том приликом је поп Никола позвао присутне да помогну опремању те српске школе. Прилоге су дали тада: поп Ника 20 ф., учитељ Добрин такође 20 ф., Мита Дуцин 100 ф., Владимир Грбић 5 ф. и Тима Живковић 5 ф. Слило се у касу за школске потребе 150 ф. На расписаном конкурсу исте године понуђена плата у новцу је била 120 ф. уз четири ланца земље и слободан стан. Ти услови се годинама нису мењали, као што се види из конкурса за упражњена места и 1894. После разлаза са Румунима, кнежка црквена општина је била у великој оскудици, па је годинама, почев од 1881. године тражила и добијала помоћ и од епархијских власти и од појединаца. Тако је између 1890. и 1893. велепоседник Лазар Дунђерски из Чеба и других адреса, претплату за "Школски лист" наменио за школу у Кнезу. Године 1899. привремени учитељ у Кнезу је био Милан Бакић, а помиње се и учитељица Ј. Јовановић. За учитеља у Кнезу Милош Николић (1872-1905) долази као очев капелан 1900. године, и то ће бити до смрти децембра 1905. године. Милош је након српске велике гимназије новосадске, завршио је препарандију у Сомбору, па богословију у Задру (или Београду?). Он није узимао за себе учитељску плату, а успео је да подигне нову школску зграду. Био је национално ангажован међу својих 180 парохијана. Написао је неколико краћих састава: "О црквеним и манастирским славама", "О злим наравима народним" итд. Нови привремени учитељ у Кнезу, са основном платом од сада 800 круна, те године је постао Иван Нешић. Нешић је родом из Старе Молдаве, служи три године у месту, као неожењен и привремен. Председник Школског одбора је Влада Ракић, парох је школски управитељ, учитељ перовођа а школски старатељ Влада Ђорђевић. Од пописане школске деце од њих 60, редовну наставу похађа само 10, а у стране школе иде двоје ђака. Српска народна школа је имала једно здање и школски врт.
Димитрије Петровић из Кнеза се оспособљавао за учитеља на препарандији у Сомбору до 1887. године. У трећој години школовања 1886. у својству приправника добијао је црквену стипендију "Платонеум"-а, у износу од 50 ф. годишње.

## Становништво
По последњем попису из 2002. године село Кнез имало је 2.818 становника. Последњих деценија број становника расте.
Село је од давнина било вишенародно са румунском већином. Месни Срби су били и остали мањина у насељу, али су раније били знатно бројнији. Немачко становништво задесила је слична судбина. Национални састав на појединим пописима био је следећи:
| Година пописа | 1910. год.    | 1992. год.    | 2002. год.    |
| Укупно ст.    | 3.024         | 2.670         | 2.818         |
| Срби          | 210 (6,9%)    | 37 (1,4%)     | 27 (1,0%)     |
| Румуни        | 1.671 (55,3%) | 2.245 (84,0%) | 2.395 (85,0%) |
| Немци         | 999 (33,0%)   | 75 (2,8%)     | 65 (2,3%)     |
| Роми          | - (0,0%)      | 293 (11,0%)   | 308 (10,9%)   |
| остали        | 144 (4,8%)    | 20 (0,7%)     | 23 (0,8%)     |